# Bad Witch
Bad Witch – dziewiąty album studyjny amerykańskiego zespołu Nine Inch Nails wydany 22 czerwca 2018 nakładem niezależnej wytwórni Trenta Reznora, The Null Corporation. 17 maja 2018 utwór „God Break Down the Door” został udostępniony w serwisach streamingowych. Jest to pierwszy album studyjny z Atticusem Rossem jako drugim członkiem Nine Inch Nails.

## Historia
W 2016 na oficjalnej stronie zespołu zapowiedziano serię trzech EP, z których pierwszą była Not the Actual Events. Druga EP Add Violence ukazała się w 2017. Planowane jako zamknięcie trylogii trzecie wydawnictwo ostatecznie ewoluowało do albumu studyjnego. W wywiadzie Trent Reznor wyznał, że sztywna koncepcja trzech EP po wydaniu Add Violence stała się zbyt przewidywalna i wymuszona. Bad Witch jest najkrótszym albumem studyjnym Nine Inch Nails, czas trwania płyty wynosi zaledwie 30 minut.

## Lista utworów
1. „Shit Mirror” – 3:06
2. „Ahead of Ourselves” – 3:30
3. „Play the Goddamned Part” – 4:51
4. „God Break Down the Door” – 4:14
5. „I’m Not from This World” – 6:41
6. „Over and Out” – 7:49